# Gerda Weissensteiner
Gerda Weissensteiner (née le 3 janvier 1969 à Bolzano, dans le Trentin-Haut-Adige - ) est une pilote italienne de luge et de bobsleigh.

## Palmarès

### Luge

#### Jeux olympiques d'hiver
- Jeux olympiques d'hiver de 1994 à Lillehammer
  -  Médaille d'or de luge

#### Championnats du monde de luge
- Médaille d'or en simple en 1993.
- Médaille d'or par équipe en 1989.
- Médaille d'argent en simple en 1989.
- Médaille d'argent par équipe en 1990 et 1995.
- Médaille de bronze en simple en 1995 et 1996.
- Médaille de bronze par équipe en 1991, 1993, 1996 et 1997.

#### Coupe du monde de luge
- 2 gros globe de cristal en individuel : 1993 et 1998.
- 29 podiums individuels : 
  - en simple : 13 victoires, 8 deuxièmes places et 8 troisièmes places.

#### Championnats d'Europe
- médaille d'argent du simple en 2014 à Sigulda.
- médaille de bronze du simple en 2013 à Oberhof.
- médaille d'argent par équipe en 2019 à Oberhof.
- médaille de bronze par équipe en 2010 à Sigulda.

### Bobsleigh

#### Jeux olympiques d'hiver
- Jeux olympiques d'hiver de 2006 à Turin
  -  Médaille de bronze de bob à 2

#### Coupe du monde de bobsleigh
- 6 podium dont 1 victoire, 1 deuxième place et 4 troisième place.

##### Détails des victoires en Coupe du monde
| Édition   | Bob à 2 |
| 2002-2003 | Calgary |

#### Championnats d'Europe de bobsleigh
- Médaille d'argent en bob à 2 en 2006.